# Брисаго-Валтраваља
Брисаго-Валтраваља (итал. Brissago-Valtravaglia) је насеље у Италији у округу Варезе, региону Ломбардија.
Према процени из 2011. у насељу је живело 346 становника. Насеље се налази на надморској висини од 425 м.

## Становништво
| 1931. | 1936. | 1951. | 1961. | 1971. | 1981. | 1991. | 2001. | 2011. |
| ----- | ----- | ----- | ----- | ----- | ----- | ----- | ----- | ----- |
| 783   | 682   | 629   | 599   | 539   | 728   | 828   | 1.051 | 1.250 |